# Municipalité de Hunter's Hill
La municipalité de Hunter's Hill (en anglais : Municipality of Hunter's Hill) est une zone d'administration locale de l'agglomération de Sydney, située dans l'État de Nouvelle-Galles du Sud en Australie. 

## Géographie
La municipalité s'étend sur 5,7 km2 dans la banlieue nord-ouest de Sydney. Elle occupe une petite péninsule qui s'allonge vers l'est entre le fleuve Parramatta au sud et la Lane Cover au nord, au point de confluence des deux cours d'eau.

### Quartiers
- Hunters Hill
- Woolwich
- Henley
- Huntleys Cove
- Huntleys Point
- Gladesville (partiellement)

## Démographie
La population s'élevait à 13 215 habitants en 2011 et à 13 999 habitants en 2016.

## Histoire
La région est explorée dès 1788 par l'officier John Hunter, deuxième gouverneur de Nouvelle-Galles du Sud de 1795 à 1800, en l'honneur duquel Hunter's Hill (« colline d'Hunter ») a été nommée.
La municipalité est créée en 1861 dans des limites qui sont demeurées pratiquement inchangées jusqu'à nos jours. 
En 2016, le gouvernement de Nouvelle-Galles du Sud propose de fusionner Hunter's Hill avec les zones d'administration locale voisines de Lane Cove et Ryde, mais face aux oppositions le projet est abandonné l'année suivante.

## Politique et administration

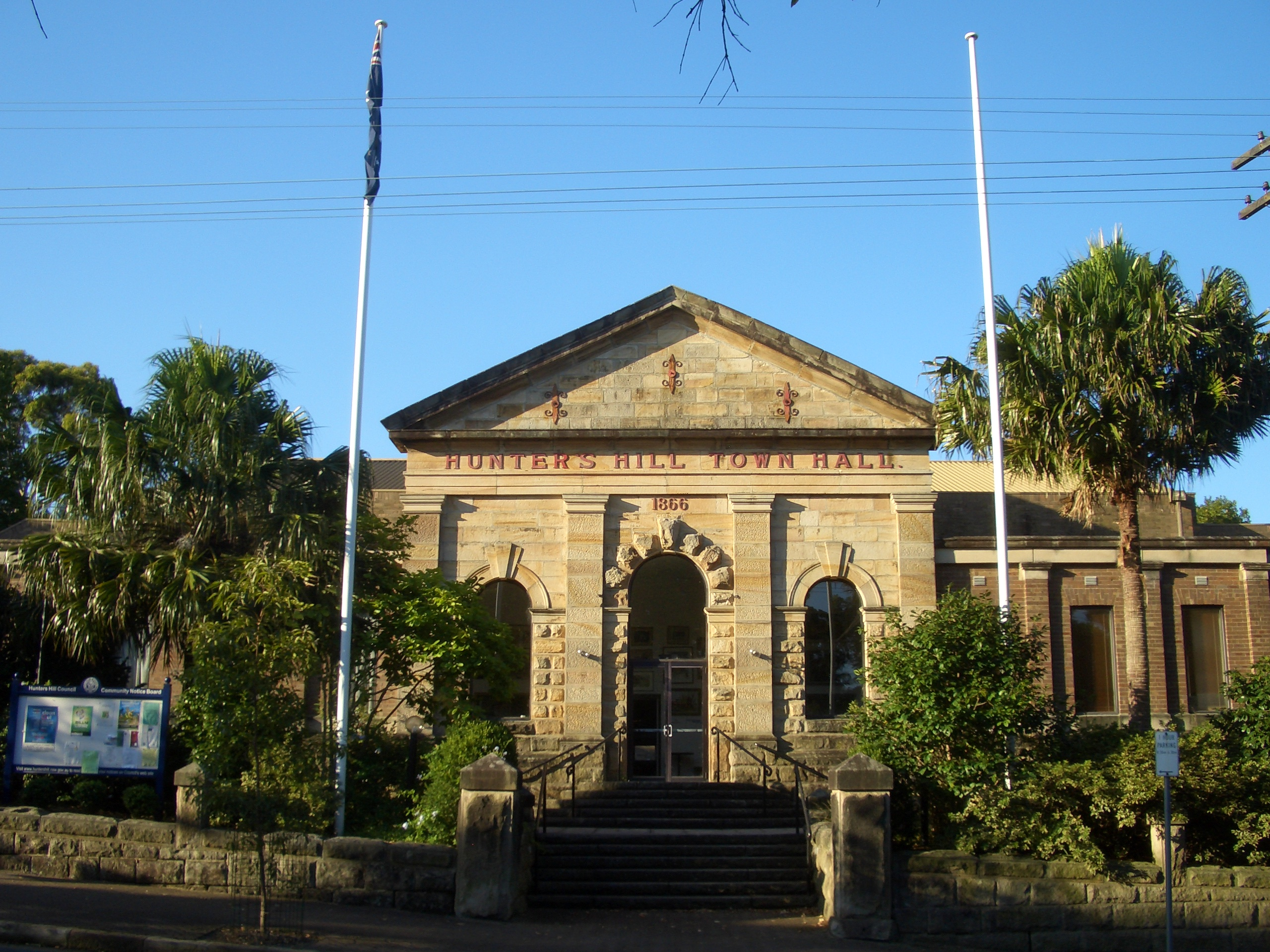
Le siège du conseil.

La zone comprend deux subdivisions appelées wards. Le conseil municipal comprend six membres élus pour quatre ans, à raison de trois par ward et un maire élu directement. À la suite des élections du 4 décembre 2021, le conseil est formé de quatre indépendants et trois libéraux.

### Liste des maires
| Période                                  | Période           | Identité      | Étiquette   | Qualité |
| ---------------------------------------- | ----------------- | ------------- | ----------- | ------- |
| Les données manquantes sont à compléter. |                   |               |             |         |
| 8 septembre 2012                         | 25 septembre 2017 | Richard Quinn | Indépendant |         |
| 25 septembre 2017                        | 8 septembre 2020  | Mark Bennett  | Indépendant |         |
| 9 septembre 2020                         | janvier 2022      | Ross Williams | Indépendant |         |
| 10 janvier 2022                          | en fonction       | Zac Miles     | Libéral     |         |

## Sites et monuments
La municipalité abrite le parc Kellys Bush, une zone de bush s'étendant sur 4,8 ha le long du cours inférieur du fleuve Parramatta.